# Українські вісті (газета)
«Українські вісті» — тижневик (у 1945—1960 роках — півтижневик) політики, економіки, культури й громадського життя, орган Української революційно-демократичної партії (УРДП), потім — Фундації імені Івана Багряного. Ініціатор і перший редактор Іван Багряний.
Перше число газети «Українські вісті» вийшло у листопаді 1945 року в Німеччині. Видання друкувалося з 1945 до травня 1978 року в Новому Ульмі (Німеччина), з жовтня 1978 до травня 2000 року — в Детройті (США). У травні 2000 року видання було закрите.
При «Українських вістях» недовгий час виходили: ідеологічно-програмовий орган УРДП «Наші позиції», російськомовний двотижневик «Освобождение» (1953, редактор Григорій Алексинський); різні додатки: «Сторінка Легіонера» (орган Головної Військової Управи Легіону Симона Петлюри, 1965—1969), «Пластунський куток» (1965—1970), «Література й мистецтво» (1968—1969) і регулярно друкувалася сторінка Об'єднання демократичної української молоді, матеріали на літературні теми.
З газетою в усі часи її існування тісно співпрацювали найвідоміші письменники української еміграції, зокрема Іван Багряний, Василь Гришко, Юрій Лавріненко, Тодось Осьмачка, Святослав Гординський, Григорій Костюк, Юрій Шевельов, Ігор Костецький, Юрій Косач, Микола Руденко та інші.
У 1940-х — 1960-х роках «Українські вісті» підтримували політику Української Національної Ради.